# 村国子老
村国 子老（むらくに の こおゆ）は、奈良時代の官人。姓（カバネ）は連。官位は外従五位下・出雲介。

## 経歴
天平13年（741年）讃岐介の官職にあったが、官司の長官に礼を失し従順でないことを理由として、越後掾・錦部男笠と共に解任された。
淳仁朝の天平宝字7年（763年）正月に20年以上振りに昇叙されて外従五位下・主船正に叙任され、翌天平宝字8年（764年）8月に能登守として地方官に転じる。同年9月に藤原仲麻呂の乱が発生する。乱では一族の美濃少掾・村国島主が藤原仲麻呂側に与したと見られて殺された。子老の処分は明らかでないが、位階の剥奪もしくは降格が行われたらしく、能登守の官職も任官1ヶ月余りで解任され平群虫麻呂に取って代わられている。
宝亀元年（770年）光仁天皇の即位に伴って正六位上から再び外従五位下に復す。宝亀2年（771年）園池正に任ぜられるが、宝亀5年（774年）伊豆守次いで出雲介と地方官に転じている。

## 官歴
『続日本紀』による。
- 時期不詳：正六位上。讃岐介
- 天平13年（741年） 5月27日：解讃岐介
- 天平宝字7年（763年） 1月9日：外従五位下、主船正
- 天平宝字8年（764年） 8月4日：能登守
- 時期不詳：正六位上
- 宝亀元年（770年） 10月1日：外従五位下
- 宝亀2年（771年） 9月16日：園池正
- 宝亀5年（774年） 3月5日：伊豆守。6月23日：出雲介